# Геостационарный банан над Техасом
«Геостационарный банан над Техасом» — утопический арт-проект канадского художника Сесара Саэса, согласно которому в августе 2008 года в небо над Техасом планировалось запустить полужёсткий дирижабль в форме банана, наполненный гелием. Проектируемая длина дирижабля — порядка 300 метров, высота дрейфа — 30—50 км. Авторы проекта утверждали, что дирижабль можно будет наблюдать только из Техаса и с прилегающих территорий. Предполагаемое место запуска — Сонора (Мексика), место приземления — Луизиана (США). Ожидалось, что время полета банана составит один месяц. Предполагаемые материалы изготовления — бамбук, бальса, кожа, синтетическая бумага. Приблизительная стоимость проекта была рассчитана как 1 млн $.

## Критика
Хотя название проекта и включает в себя слово «геостационарный», для того, чтоб орбита полета была действительно геостационарной, она должна иметь высоту примерно в тысячу раз больше. Поэтому, ничего не обязывает дирижабль дрейфовать точно по заданной траектории — в стратосфере его будут сносить ветра. Кроме того, даже в перспективных правительственных разработках стратосферных дирижаблей потолок их высоты не превышает 20—25 км: на большей высоте дирижабль с большой вероятностью разорвется от внутреннего давления газа. Всё это, а также сомнения в получении различных разрешений, сомнения в том, что дирижабль можно будет разглядеть, и др., делают проект геостационарного банана неосуществимым — по крайней мере, в том виде, в котором он задуман автором.

## Итоги проекта
Согласно официальному сайту, запуск банана не состоялся из-за недостатка средств. Получив от канадских официальных структур около 150 тыс. канадских долларов, Саэс скрылся из страны.